# 아웃핏 (2022년 영화)
아웃핏(The Outfit)은 미국에서 제작된 그레이엄 무어 감독의 2022년 영화이다. 마크 라일런스, 조이 도이치, 조니 플린 (음악가), 딜런 오브라이언, 니키 아무카버드, 사이먼 러셀 빌 등 앙상블 캐스트가 주연으로 출연한다. 2022년 2월 14일 제72회 베를린 국제 영화제에서 초연되었으며 미국에서는 2022년 3월 18일 포커스 피처스에 의해 개봉되었고 대체로 긍정적인 평가를 받았다.

## 출연
- 마크 라일런스
- 조니 플린 (음악가)
- 조이 도이치
- 딜런 오브라이언
- 사이먼 러셀 빌
- 니키 아무카버드